# Paranoid (Fernsehserie)
Paranoid ist eine britische Fernsehserie mit acht Folgen aus dem Jahr 2016. Die von Bill Gallagher initiierte Kriminalserie spielt im fiktiven britischen Woodmere und im deutschen Düsseldorf. In den Hauptrollen sind Indira Varma, Robert Glenister und Dino Fetscher zu sehen.

## Handlung
Im fiktiven britischen Woodmere wird die Hausärztin Angela Benton auf einem Spielplatz vor ihrem Kind und vielen anderen Menschen ermordet. Der Täter entkommt und bleibt unbekannt. Das Team um die Detectives Nina Suresh, Bobby Day, Alec Wayfield und Inspektor Michael Niles versucht den Fall aufzuklären, und kommt schnell auf die Spur von Jacob Appley, einem schizophrenen Patienten von Dr. Crowley, der jedoch später tot aufgefunden wird und als Täter ausgeschlossen werden kann.
Das Team bekommt mehrere Informationen zugespielt und es scheint, dass sich jemand als Detective ausgibt und Zeugen befragt, weshalb die Person fortan als „Ghost Detective“ bezeichnet wird. Die Spur führt zu Angela Bentons Ex-Freund Ruben Lukana, der jedoch tot in seinem Düsseldorfer Swimmingpool aufgefunden wird. Die Ermittlungen finden nun in Zusammenarbeit mit dem deutschen Ermittlerteam um Linda Felber und ihren Partner Walti Merian statt. Es stellt sich schnell heraus, dass ein Verdächtiger nach Düsseldorf geflohen ist. Bobby Day folgt ihm nach und ermittelt vor Ort unmittelbar mit den deutschen Kommissaren.

## Besetzung und Synchronisation
| Rolle              | Schauspieler         | Bild            | Folge(n)             | Synchronsprecher     |
| ------------------ | -------------------- | --------------- | -------------------- | -------------------- |
| Nina Suresh        | Indira Varma         | Indira Varma    | 1.01–1.08            | Marion von Stengel   |
| Bobby Day          | Robert Glenister     |                 | 1.01–1.08            | Jürgen Uter          |
| Alec Wayfield      | Dino Fetscher        |                 | 1.01–1.08            | Jonas Minthe         |
| Linda Felber       | Christiane Paul      | Christiane Paul | 1.01–1.08            | Christiane Paul      |
| Michael Niles      | Neil Stuke           |                 | 1.01–1.08            | Konstantin Graudus   |
| Lucy Cannonbury    | Lesley Sharp         |                 | 1.01–1.08            | Sabine Falkenberg    |
| Dr. Crowley        | Michael Maloney      | Michael Maloney | 1.01–1.08            |                      |
| Megan Waters       | Anjli Mohindra       |                 | 1.01–1.08            | Neda Rahmanian       |
| Walti Merian       | Dominik Tiefenthaler |                 | 1.01–1.08            | Dominik Tiefenthaler |
| Ghost Detective    | Kevin Doyle          |                 | 1.01–1.07            |                      |
| glatzköpfiger Mann | Jonathon Ojinnake    |                 | 1.03–1.08            |                      |
| Henry Appley       | William Ash          |                 | 1.01–1.02, 1.06–1.08 |                      |
| Monica Wayfield    | Polly Walker         |                 | 1.02–1.04, 1.06–1.07 | Frauke Poolman       |
| vermummter Mann    | Richard Wheeldon     |                 | 1.01–1.05            |                      |
| Luke Benton        | William Flanagan     |                 | 1.01–1.04, 1.06      |                      |
| Eric Benton        | John Duttine         |                 | 1.01–1.04, 1.06      |                      |
| Cedric Felber      | Daniel Drewes        |                 | 1.01–1.05            | Daniel Drewes        |
| Nick Waingrow      | Danny Huston         | Danny Huston    | 1.05–1.08            |                      |
| Marquita Olivo     | Nikol Kollars        |                 | 1.03–1.06            | Sabrina Ascacibar    |
| Dennis             | Jason Done           |                 | 1.01, 1.05–1.07      |                      |

## Episodenliste
| Nr. | Deutscher Titel | Originaltitel | Erstausstrahlung UK | Deutschsprachige Erstveröffentlichung (D/A/CH) | Regie         | Drehbuch       |
| --- | --------------- | ------------- | ------------------- | ---------------------------------------------- | ------------- | -------------- |
| 1   | Folge 1         | Episode 1     | 22. Sep. 2016       | 17. Nov. 2016                                  | Mark Tonderai | Bill Gallagher |
| 2   | Folge 2         | Episode 2     | 29. Sep. 2016       | 17. Nov. 2016                                  | Mark Tonderai | Bill Gallagher |
| 3   | Folge 3         | Episode 3     | 6. Okt. 2016        | 17. Nov. 2016                                  | Mark Tonderai | Bill Gallagher |
| 4   | Folge 4         | Episode 4     | 13. Okt. 2016       | 17. Nov. 2016                                  | Mark Tonderai | Bill Gallagher |
| 5   | Folge 5         | Episode 5     | 20. Okt. 2016       | 17. Nov. 2016                                  | Kenny Gleenan | Bill Gallagher |
| 6   | Folge 6         | Episode 6     | 27. Okt. 2016       | 17. Nov. 2016                                  | Kenny Gleenan | Bill Gallagher |
| 7   | Folge 7         | Episode 7     | 3. Nov. 2016        | 17. Nov. 2016                                  | John Duthie   | Bill Gallagher |
| 8   | Folge 8         | Episode 8     | 10. Nov. 2016       | 17. Nov. 2016                                  | John Duthie   | Bill Gallagher |

## Drehorte
Gedreht wurde an verschiedenen Orten im englischen Cheshire nahe Liverpool und Manchester. Dazu zählen Nantwich, Tarporley, Northwich, Knutsford sowie der Helsby Hill im gleichnamigen Ort.
Die deutschen Szenen entstanden in Düsseldorf und Köln. Als deutsche Polizeiwache diente das Feierabendhaus Knapsack in Hürth.